# Mark Andrew Capes
Mark Andrew Capes es un diplomático y administrador colonial británico.

## Biografía
Desarrolló su carrera diplomática en el Ministerio de Relaciones Exteriores y de la Mancomunidad de Naciones, al que se unió en 1975, en Austria, Nigeria, Portugal, Jordania, Yugoslavia y Nueva Zelanda, como así también en varios departamentos del ministerio. También ha sido vicegobernador de Anguila entre 1999 y 2002 y de Bermudas entre 2006 y 2009. Fue jefe ejecutivo de las islas Turcas y Caicos entre 2006 y 2009, donde también fue Secretario General Adjunto entre 1989 y 1991.
Se desempeñó como gobernador de Santa Elena, Ascensión y Tristán de Acuña entre 2011 y 2016, cuando fue reemplazado por Lisa Phillips. Durante su desempeño en el cargo, se concretó la construcción del Aeropuerto Internacional de Santa Elena. Dejó la isla en marzo de 2016, dirigiéndose a Francia.
En cuanto a su vida personal, está casado y tiene dos hijas.